# 帕塔里亚
帕塔里亚（Patharia），是印度中央邦Damoh县的一个城镇。总人口17182（2001年）。

## 人口
该地2001年总人口17182人，其中男性9076人，女性8106人；0—6岁人口2562人，其中男1330人，女1232人；识字率66.29%，其中男性为74.97%，女性为56.58%。